# Gaius Prefernius Licinianus
Gaius Prefernius Licinianus war ein im 2. Jahrhundert n. Chr. lebender Angehöriger des römischen Ritterstandes (Eques).
Durch ein Militärdiplom, das auf den 8. Mai 100 datiert ist, ist belegt, dass Licinianus 100 Kommandeur der Cohors I Flavia Bessorum war, die zu diesem Zeitpunkt in der Provinz Moesia superior stationiert war.